# Lista de deputados estaduais de Pernambuco da 20.ª legislatura
Esta é a lista de deputados estaduais de Pernambuco para a legislatura 2023–2027. Nas eleições estaduais em Pernambuco em 2022 um total de 49 deputados foram eleitos, destes 25 foram reeleitos.

## Composição das bancadas
| Partido       | Líder                    | Bancada | Posição      |
| ------------- | ------------------------ | ------- | ------------ |
| PSB           | Sileno Guedes            | 12 / 49 | Oposição     |
| PP            | Kaio Maniçoba            | 8 / 49  | Governo      |
| FE Brasil     | João Paulo Lima e Silva  | 7 / 49  | Independente |
| PL            | Coronel Alberto Feitosa  | 5 / 49  | Independente |
| UNIÃO         | Romero Sales Filho       | 5 / 49  | Independente |
| PSDB          | Débora Almeida           | 3 / 49  | Governo      |
| Solidariedade | Luciano Duque            | 3 / 49  | Independente |
| Republicanos  | Mário Ricardo            | 2 / 49  | Independente |
| PSOL          | Dani Portela             | 1 / 49  | Oposição     |
| PRD           | Joãozinho Tenório        | 1 / 49  | Governo      |
| MDB           | Jarbas Vasconcelos Filho | 1 / 49  | Oposição     |

## Deputados estaduais
| Nome                     | Partido       | Votos nominais  | Notas                 | Ref                |
| ------------------------ | ------------- | --------------- | --------------------- | ------------------ |
| Pastor Júnior Tércio     | PP            | 183.735 (3,67%) |                       | [ 1 ]              |
| Coronel Alberto Feitosa  | PL            | 146.847 (2,93%) |                       | [ 1 ] [ 7 ]        |
| Delegada Gleide Ângelo   | PSB           | 118.869 (2,37%) |                       | [ 1 ]              |
| Eriberto Filho           | PSB           | 78.980 (1,58%)  |                       | [ 1 ]              |
| João Paulo               | PT            | 74.441 (1,48%)  |                       | [ 1 ] [ 7 ]        |
| Gilmar Júnior            | PV            | 68.359 (1,36%)  |                       | [ 1 ]              |
| Cléber Chaparral         | UNIÃO         | 66.842 (1,33%)  |                       | [ 1 ]              |
| Francismar Pontes        | PSB           | 66.621 (1,33%)  |                       | [ 1 ]              |
| Gustavo Gouveia          | Solidariedade | 66.110 (1,32%)  |                       | [ 1 ]              |
| Doriel Barros            | PT            | 65.838 (1,31%)  |                       | [ 1 ]              |
| Aglailson Victor         | PSB           | 64.714 (1,29%)  |                       | [ 1 ]              |
| Romero Sales Filho       | UNIÃO         | 64.366 (1,28%)  |                       | [ 1 ] [ 8 ]        |
| Luciano Duque            | Solidariedade | 61.411 (1,22%)  |                       | [ 1 ] [ 9 ]        |
| Dannilo Godoy            | PSB           | 56.366 (1,12%)  |                       | [ 1 ]              |
| William Brígido          | Republicanos  | 55.358 (1,10%)  |                       | [ 1 ]              |
| Antônio Morais           | PP            | 54.756 (1,09%)  |                       | [ 1 ]              |
| Claudiano Martins Filho  | PP            | 53.024 (1,06%)  |                       | [ 1 ]              |
| Simone Santana           | PSB           | 53.001 (1,06%)  |                       | [ 1 ]              |
| France Hacker            | PSB           | 52.009 (1,04%)  |                       | [ 1 ]              |
| Adalto Santos            | PP            | 51.371 (1,02%)  |                       | [ 1 ]              |
| Jeferson Timóteo         | PP            | 51.324 (1,02%)  |                       | [ 1 ]              |
| Débora Almeida           | PSDB          | 51.282 (1,02%)  |                       | [ 1 ] [ 10 ]       |
| Fabrizio Ferraz          | Solidariedade | 48.794 (0,97%)  |                       | [ 1 ]              |
| Mário Ricardo            | Republicanos  | 48.699 (0,97%)  |                       | [ 1 ] [ 11 ]       |
| Joaquim Lira             | PV            | 48.293 (0,96%)  |                       | [ 1 ]              |
| Romero Albuquerque       | UNIÃO         | 46.345 (0,92%)  |                       | [ 1 ]              |
| Renato Antunes           | PL            | 46.226 (0,92%)  |                       | [ 1 ]              |
| Álvaro Porto             | PSDB          | 46.026 (0,92%)  |                       | [ 1 ] [ 3 ]        |
| Kaio Maniçoba            | PP            | 45.791 (0,91%)  |                       | [ 1 ] [ 3 ] [ 12 ] |
| Jarbas Vasconcelos Filho | MDB           | 45.331 (0,90%)  | Eleito pelo PSB.      | [ 1 ]              |
| Rodrigo Farias           | PSB           | 45.220 (0,90%)  |                       | [ 1 ]              |
| Waldemar Borges          | PSB           | 44.857 (0,89%)  |                       | [ 1 ]              |
| Henrique Queiroz Filho   | PP            | 43.822 (0,87%)  |                       | [ 1 ]              |
| Abimael Santos           | PL            | 43.530 (0,87%)  |                       | [ 1 ]              |
| Sileno Guedes            | PSB           | 43.195 (0,86%)  |                       | [ 1 ] [ 13 ]       |
| Rosa Amorim              | PT            | 42.632 (0,85%)  |                       | [ 1 ]              |
| João Paulo Costa         | PCdoB         | 42.474 (0,85%)  |                       | [ 1 ]              |
| Dani Portela             | PSOL          | 38.215 (0,76%)  |                       | [ 1 ]              |
| Joel da Harpa            | PL            | 35.938 (0,72%)  |                       | [ 1 ]              |
| Socorro Pimentel         | UNIÃO         | 35.515 (0,71%)  |                       | [ 1 ]              |
| João de Nadegi           | PV            | 29.019 (0,58%)  |                       | [ 1 ]              |
| Joãozinho Tenório        | PRD           | 28.048 (0,56%)  | Eleito pelo Patriota. | [ 1 ]              |
| Izaías Régis             | PSDB          | 27.104 (0,54%)  |                       | [ 1 ]              |
| Nino de Enoque           | PL            | 24.851 (0,50%)  |                       | [ 1 ]              |

## Suplentes que assumiram
| Nome           | Partido | Votos nominais | Titular                | Período                         | Motivo                                                                               |
| -------------- | ------- | -------------- | ---------------------- | ------------------------------- | ------------------------------------------------------------------------------------ |
| Diogo Moraes   | PSB     | 43.117         | Rodrigo Novaes (PSB)   | maio de 2023 - atualidade       | Eleito conselheiro do Tribunal de Contas de Pernambuco, pela Assembleia Legislativa. |
| Edson Vieira   | UNIÃO   | 32.986         | Antônio Coelho (UNIÃO) | setembro de 2023 -              | Nomeado Secretário de Turismo e Lazer do Recife, pelo prefeito João Campos.          |
| Roberta Arraes | PP      | 42,732         | Cleiton Collins (PP)   | julho de 2024 - janeiro de 2025 | Licença do mandato.                                                                  |
| Roberta Arraes | PP      | 42,732         | Kaio Maniçoba (PP)     | Maio de 2025 -                  | Assume a Secretaria de Turismo e Lazer.                                              |
| Júnior Matuto  | PSB     | 34.027         | José Patriota (PSB)    | setembro de 2024                | Faleceu no exercício do mandato.                                                     |